# Чемпіонат світу з трекових велоперегонів 1969
Чемпіонат світу з трекових велоперегонів 1969 вдруге проводився окремо для професіоналів та аматорів. Професіонали змагалися з 5 по 9 серпня 1969 року в Антверпені, Бельгія, а любителі — з 20 по 24 серпня в Брно, Чехословаччина. Усього розіграли 11 комплектів нагород — 9 у чоловіків та 2 у жінок.

## Медалісти

### Чоловіки
Професіонали
| Дисципліна                         | Золото         | Срібло            | Бронза            |
| Спринт                             | Патрік Серку   | Роберт Ван Ланкер | Санте Ґаярдоні    |
| Індивідуальна гонка переслідування | Фердинанд Брек | Х'ю Портер        | Петер Пост        |
| Гонка за лідером                   | Якоб Аудкерк   | Тео Вершойрен     | Доменіко Де Лілло |

Аматори
| Дисципліна                         | Золото                                                               | Срібло                                                                  | Бронза                                                      |
| Спринт                             | Даніель Морелон                                                      | Омар Пхакадзе                                                           | Педер Педерсен                                              |
| Гіт на 1000 м                      | Джанні Сарторі                                                       | Януш Кержковський                                                       | Клаас Балк                                                  |
| Індивідуальна гонка переслідування | Ксав'є Курман                                                        | Бернар Дарме                                                            | Даніель Ребіяр                                              |
| Командна гонка переслідування      | СРСР Станіслав Москвін Віктор Биков Володимир Кузнєцов Сергій Кусков | Італія П'єтро Алджері Джакомо Баззан Джорджіо Морб'ято Антоніо Кастелло | Франція Клод Бішон Бернар Дарме Рене Ґріньон Даніель Ребіяр |
| Спринт на тандемах                 | НДР Ганс-Юрген Ґешк Вернер Отто                                      | ФРН Юрген Барт Райнер Мюллер                                            | Франція Даніель Морелон П'єр Трентен                        |
| Гонка за лідером                   | Берт Бум                                                             | Сеес Стам                                                               | Йорґ Петер                                                  |

### Жінки
| Дисципліна                         | Золото           | Срібло           | Бронза               |
| Спринт                             | Галина Царьова   | Галина Єрмолаєва | Ірина Кириченко      |
| Індивідуальна гонка переслідування | Раїса Ободовська | Тамара Гаркушина | Кеті ван Оостен-Гахе |

## Загальний медальний залік
| Місце  | Країна          | Золото | Срібло | Бронза | Загалом |
| ------ | --------------- | ------ | ------ | ------ | ------- |
| 1      | СРСР            | 3      | 3      | 1      | 7       |
| 2      | Бельгія         | 2      | 2      |        | 4       |
| 3      | Нідерланди      | 2      | 1      | 3      | 6       |
| 4      | Франція         | 1      | 1      | 3      | 5       |
| 5      | Італія          | 1      | 1      | 2      | 4       |
| 6      | Швейцарія       | 1      |        | 1      | 2       |
| 7      | НДР             | 1      |        |        | 1       |
| 8      | Польща          |        | 1      |        | 1       |
| 8      | Велика Британія |        | 1      |        | 1       |
| 8      | ФРН             |        | 1      |        | 1       |
| 11     | Данія           |        |        | 1      | 1       |
| Всього | Всього          | 11     | 11     | 11     | 33      |